# Christopher Taylor (designer de jogos)
Christopher "Chris" Taylor é um desenvolvedor de jogos eletrônicos, jogos de tabuleiro e jogos de cartas, originário do sul da Califórnia. Taylor é mais famoso por atuar como designer-chefe do título original de Fallout para a Interplay Entertainment trabalhando ao lado de Tim Cain, Leonard Boyarsky e Jason Anderson. Enquanto estava na Interplay, Taylor contribuiu para o design de Star Trek: Starfleet Command, Stonekeep e Fallout 2. Ele também atuou como produtor de The Lord of the Rings Online.
Em 2005, Taylor e dois outros designers de Fallout (Tom Decker e Scott Everts) fundaram a Zero Radius Games, uma empresa de desenvolvimento de jogos de tabuleiro e jogos de cartas não colecionáveis. Em 22 de setembro de 2008, foi anunciado no site da Interplay que Taylor havia voltado à empresa e estaria trabalhando no "Project V13", mais tarde revelado como Fallout Online. No entanto, a Bethesda, por meio de uma prolongada batalha legal, cancelou este projeto.
Ele foi o designer de Pillars of Eternity: Lords of the Eastern Reach, um jogo de mesa baseado no videojogo Pillars of Eternity, lançado em 2016. Ele também é o designer de Nemo's War, um jogo publicado pela Victory Point Games.